# Erlabrunn (Saksen)
Erlabrunn is een plaatsje met ruim 600 inwoners in de Duitse deelstaat Saksen. Het is de geboorteplaats van skischansspringers Jens Weißflog, Sven Hannawald en Richard Freitag, noordse combinatieskiër Björn Kircheisen en voetbaltrainer Robin Peter.